# Batar
Batar je naselje v občini Bijeljina, Bosna in Hercegovina. 

## Deli naselja
Bair, Batar in Bobari.

## Prebivalstvo
| Pregled števila prebivalcev po letih | Pregled števila prebivalcev po letih | Pregled števila prebivalcev po letih | Pregled števila prebivalcev po letih | Pregled števila prebivalcev po letih | Pregled števila prebivalcev po letih |
| ------------------------------------ | ------------------------------------ | ------------------------------------ | ------------------------------------ | ------------------------------------ | ------------------------------------ |
| 1948                                 | 1953                                 | 1961                                 | 1971                                 | 1981                                 | 1991                                 |
| -                                    | -                                    | -                                    | 423                                  | 419                                  | 382                                  |

| Narodna sestava prebivalstva po letih                                                                                      | Narodna sestava prebivalstva po letih                                                                                       | Narodna sestava prebivalstva po letih                                                                                      |
| --- | --- | --- |
| 1971 | 1981 | 1991 |
| . skupaj: 423 Srbi 422 (99,76 %) Hrvati 0 (0,00 %) Muslimani 0 (0,00 %) Jugoslovani 0 (0,00 %) drugi in neznano 1 (0,23 %) | . skupaj: 419 Srbi 398 (94,98 %) Hrvati 0 (0,00 %) Muslimani 0 (0,00 %) Jugoslovani 14 (3,34 %) drugi in neznano 7 (1,67 %) | . skupaj: 382 Srbi 376 (98,42 %) Hrvati 1 (0,26 %) Muslimani 0 (0,00 %) Jugoslovani 4 (1,04 %) drugi in neznano 1 (0,26 %) |